# 井上洒灰蝶
井上洒灰蝶（学名：Satyrium inouei），又名井上烏小灰蝶、清潭烏小灰蝶、井上綫灰蝶，为灰蝶科洒灰蝶屬下的一个种。

## 描述
本種為小型至中型灰蝶，雌雄外觀相似，差異不明顯。雄蝶前翅背面具灰白色卵形性標，前足跗節癒合；雌蝶無性標，跗節不癒合。
頭部褐色，額有白斑，複眼具白色輪緣與被毛。下唇鬚前伸漸細，黑褐色，內側滿布白鱗，外側有白斑。口器黑褐，觸角褐色帶白環。胸背與腹背為褐色，腹面灰白。足黑褐色具白紋，末端彎尖。
前翅長13-16 mm，呈三角形，外緣略弧；後翅卵形，CuA2脈末端具細長尾突，CuA1脈有短尾突，臀區具發達葉狀突，黑色，上有橙斑與藍鱗。
翅背面黑褐色，雄蝶前翅性標位於中室端，後翅臀區葉突具橙色斑。翅腹面土黃至褐色，前後翅中央有內緣鑲褐邊之白色線紋，前翅線條略彎，後翅呈W形。後翅亞外緣有一列橙色弦月紋，CuA1室具黑斑與橙紋，臀區有黑斑與橙紋，緣毛為白或褐色。

## 分佈
本種原認為是台灣特有種，主要見於北部至中部中海拔山區，近年來文獻顯示中國秦嶺山區亦有分布。

## 棲地
井上洒灰蝶數量稀少，主要活動於海拔1500至2500公尺的原始闊葉林山區，成蟲發生期為每年六月至八月，喜好訪花或吸水，寄主植物尚無正式紀錄，推測為一年一世代。